# ABC (računalni virus)
ABC je računalni virus koji zaraženom programu mijenja datum i vrijeme nastanka u datum i vrijeme infekcije. Virus se aktivira 13. dana u bilo kojem mjesecu. Kada korisnik upiše pojam koji sadržava dvostruka slova, virus ih utrostručuje. Infekcijski kod u sebi sadržava vrijednost s tekstom ABC.